# Juvigné
Juvigné is een gemeente in het Franse departement Mayenne (regio Pays de la Loire). De plaats maakt deel uit van het arrondissement Laval. Juvigné telde op 1 januari 2022 1.332 inwoners.

## Geografie
De oppervlakte van Juvigné bedroeg op 1 januari 2022 62,16 vierkante kilometer; de bevolkingsdichtheid was toen 21,4 inwoners per km².

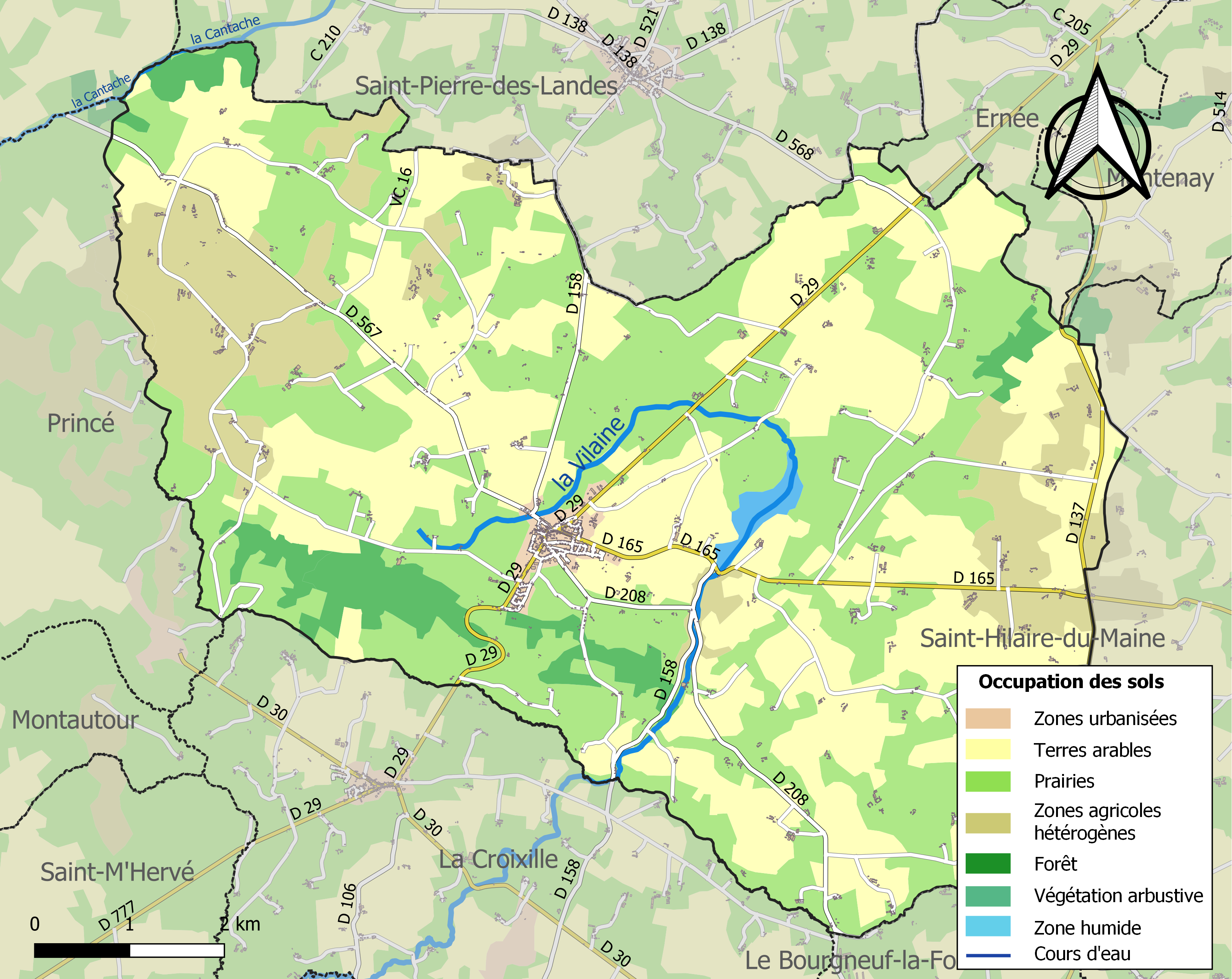
Kaart van de gemeente met de belangrijkste infrastructuur, bodemgebruik en omliggende gemeenten

## Demografie
Onderstaande figuur toont het verloop van het inwonertal (bron: INSEE-tellingen).